# Gaara
Gaara [我愛羅] este al 5-lea Kazekage [五代目風影, Godaime Kazekage],cel mai tânar copil al celui de-al 4-lea kazekage și cel mai mic frate a lui Kankuro și Temari. Fiind crescut ca o unealtă a orașului Sunagakure acesta a primit porecla "Gaara of the sand waterfall" [砂瀑の我愛羅, Sabaku no Gaara "Gaara of the Desert"].

## Despre personaj

### Trecutul
În timpul nașterii lui Gaara,tatăl sau i-a ordonat lui Chiyo să sigileze Shukaku-ul cu o coadă în Gaara,cu speranța că acesta va deveni cea mai puternică armă a orașului Suna.Deoarece era nevoie de un sacrificiu,mama lui Gaara,Karura a fost folosită.Înainte ca ea să moară,aceasta a blestemat orașul Suna, sperând ca Gaara să se revanșeze pentru ea.Gaara a fost antrenat de tatăl său,dar crescut în mare parte de către unchiul său Yashamaru.Din cauza puterii Shukaku-lui,locuitorii orașului Suna l'au urât și s-au temut de Gaara,văzăndu-l doar pentru monstrul sigilat înăuntrul său.Yashamaru părea să fie singura persoană căreia îi păsa de el.
Din cauza pericolului pe care Gaara îl impunea,tatăl său a început să trimită asasini ca să-l ucidă,după multe eșecuri,Kazekage-ul i-a cerut lui Yashamaru să îl ucidă pe Gaara.În încercarea nereușită de a-l omorî pe Gaara,înainte de moarte,Yashamaru îi dezvăluie că nimeni nu l-a iubit cu adevărat vreodată.Înainte să detoneze un număr de bombe de hârtie,Yashamaru l-a rugat pe Gaara să moară.
Gaara a supraviețuit exploziei și a pierdut singura persoană ce părea să îi pese de el.

### Personalitate
În timp ce inițial,Gaara dorea doar să fie prietenos cu toată lumea și să îi facă să nu le mai fie teamă de el,lucrurile făcute de Yashamaru l-au schimbat.El a realizat că inițial,nimeni nu îl iubea.
Gaara și-a folosit nisipul pentru a crea kanji-ul de pe fruntea sa ca un simbol de "demon ce se iubește doar pe sine însuși".Gaara a devenit un copil cu emoțiile închise,însă calm și tăcut.Insomniile lui Gaara au fost forțate de frica lui de faptul că Shukaku-ul ar putea să-i distrugă complet întreaga personalitate.
Copilăria lui Gaara a fost oarecum similară cu cea a lui Naruto,însă Gaara nu a avut nici o persoană care să-i fie prieten.Ambii erau singuri și își doreau să fie iubiți și cunoscuți pentru ceea ce erau,nu pentru că aveau în ei niște monștri foarte puternici.Însă,pe parcursul copilăriei sale,Naruto a început să fie acceptat de către Iruka Umino și de coechipierii săi,în schimb,Gaara nu avea pe nimeni.
După ce acesta a fost înfrânt de Naruto,acesta a fost șocat când a aflat că Naruto știa foarte bine ceea ce simte el și că acesta nu a renunțat până nu a fost acceptat de alte persoane.După toate acestea, Gaara a decis să urmeze și el calea lui Naruto,decizând să devină Kazekage-ul orașului Suna pentru a putea apăra toate persoanele dragi lui și pentru a fi și el acceptat precum Naruto.
Eventual,Gaara a format o prietenie bună cu Naruto.

## Creație și concepție
Kishimoto l-a creat pe Gaara pentru a fi un contrast a lui Naruto,dându-i un trecut asemănător cu cel a lui Naruto.Evoluția lui Gaara dintr-un sadic într-un om normal a fost intenția lui Kishimoto de a produce simpatie cititorilor pentru Gaara.
Îmbrăcămintea lui Gaara a fost împreună cu cea a fraților lui era destul de dificil de desenat,de aceea Kishimoto a decis să le-o schimbe în timpul "Arcului de recuperare a lui Sasuke".Astfel,Gaara a primit un costum cu guler , fiind mai simplu de desenat.Noua sa îmbrăcăminte a fost folosită și pentru a simboliza relația dintre Naruto și Gaara,creată de lupta recentă.Kishimoto citează Matrxix-ul,unul din filmele lui preferate ca o inspirație pentru noua îmbrăcăminte a lui Gaara și consideră sa fie îmbrăcămintea lui preferată ale celor 3 frați.

## Altele

#### Diferite Informații
●Mâncarea lui favorită este limba sărată [Salted tongue] și pipota.

●Gaara s-a clasificat în topul 10 al celor mai populare personaje din Naruto,el fiind pe locul al 7-lea.

●Kanji-ul de pe fruntea lui este kanji-ul pentru cuvântul "dragoste''.

●Tatăl său a fost al 4-lea Kazekage.

●Gaara este cel mai tânăr Kage, având vârsta de 16 ani.